# Sa Majestat el rei
Sa Majestat el rei és una escultura-objecte realitzada per Joan Miró el 1974 i que actualment forma part de la col·lecció permanent de la Fundació Joan Miró de Barcelona.

## Història
Miró va viure per veure la caiguda del règim després de la mort de Franco el 1975 i la Transició democràtica espanyola. En el discurs d'acceptació del seu nomenament com a doctor honoris causa per la Universitat de Barcelona, el 1979, va parlar de la responsabilitat cívica de l'artista: «Entenc que un artista és algú que, entre el silenci dels altres, fa servir la seva veu per dir alguna cosa, i que té l'obligació que aquesta cosa no sigui quelcom d'inútil sinó quelcom que faci servei als homes».

## Descripció
Sa Majestat el rei, juntament amb Sa Majestat la reina i Sa Altesa el príncep formen part d'un conjunt d'escultures realitzades -com feia sovint Miró- a partir d'objectes trobats. L'origen quotidià dels elements que formen les escultures-objecte contradiuen el títol.
En el catàleg per l'exposició a la Tate Modern, l'any 2011, Kerryn Greensberg ofereix la següent descripció de la peça:
| «                                                       | Sa Majestat el Rei està format per un pal oxidat unit a un tros de fusta que alguna vegada va ser part d'un molí. La fusta vella i en brut està esquitxada amb pintura blava i groga que regalima pels costats, similar al tríptic Feux d'artifice (focs artificials) que Miró havia fet el mateix any. Una prima peça de bronze amb un ull negre pintat li penja enfront. | » |
| — Kerryn Greensberg, Project for a Monument, pàgina 164 | |   |

L'activitat creadora, l'expressió plàstica en Joan Miró és una vivència estretament relacionada amb el seu entorn físic i social. L'arrelament a la terra al cosmos, als objectes quotidiants, senzills, sovint vinculats al món rural són fonts d'inspiració que estimulen la seva capacitat onírica i donen caràcter universal a l'obra. Els objectes trobats, elements tradicionals, objectes de l'entorn camperol, de Mont-roig són transformats en escultures. L'elecció de Miró per aquests materials no és estètica sinó que se sent atret per l'energia que irradia cada objecte, convertint-lo en una figura totèmica, una mena de fetitxe tribal.
| «                                                      | Ens hem d'enganxar a la terra, s'ha d'escoltar el crit de la terra [...]. Tarragona-Mallorca, Mont-roig i Palma [...]. En mi va pesar molt Mont-Roig. Mallorca és la poesia, la llum [...]. I Catalunya [...]; això és la força mental. Carai! La força plàstica. | » |
| — Camilo José Cela, La llamada de la tierra, pàgina 18 | |   |

## Exposicions
Aquesta obra ha estat exposada a:
- 1974 - París. Grand Palais. Retrospectiva Joan Miró[6]
- 1980 - Madrid. La Caixa.
- 1986 - Madrid. Museu Reina Sofía. Miró escultor[7]
- 1987 - Barcelona, Fundació Miró. Miró escultor[7]
- 1987 - Colonia. Ludwig Museum. Miró escultor[7]
- 2011 - Londres. Tate Modern. Miró[2]
- 2011. Barcelona. Fundació Joan Miró : Joan Miró. L'escala de l'evasió[8]